# Роберт Кірсс
Роберт Кірсс (ест. Robert Kirss, нар. 3 вересня 1994, Пярну) — естонський футболіст, нападник клубу «Левадія».
Виступав, зокрема, за клуб «Нимме Калью», а також національну збірну Естонії.
Дворазовий чемпіон Естонії. Дворазовий володар Кубка Естонії. Дворазовий володар Суперкубка Естонії.

## Клубна кар'єра
Народився 3 вересня 1994 року в місті Пярну. Вихованець футбольної школи клубу «Вапрус». Дорослу футбольну кар'єру розпочав 2010 року в основній команді того ж клубу.
Своєю грою за останню команду привернув увагу представників тренерського штабу клубу «Нимме Калью», до складу якого приєднався 2013 року. Відіграв за талліннський клуб наступні шість сезонів своєї ігрової кар'єри.
Згодом з 2015 по 2023 рік грав у складі команд «Вапрус», «Левадія» та «Сандеція».
До складу клубу «Левадія» приєднався 2023 року. Станом на 20 вересня 2024 року відіграв за талліннський клуб 36 матчів в національному чемпіонаті.

## Виступи за збірні
У 2009 році дебютував у складі юнацької збірної Естонії (U-16), загалом на юнацькому рівні взяв участь у 16 іграх.
Протягом 2013–2018 років залучався до складу молодіжної збірної Естонії. На молодіжному рівні зіграв у 24 офіційних матчах, забив 4 голи.
У 2019 році дебютував в офіційних матчах у складі національної збірної Естонії.

## Титули і досягнення
- Чемпіон Естонії (3):

«Нимме Калью»: 2018
«Левадія»: 2021, 2024
- Володар Кубка Естонії (2):

«Нимме Калью»: 2014-2015
«Левадія»: 2023-2024
- Володар Суперкубка Естонії (3):

«Нимме Калью»: 2019
«Левадія»: 2022, 2025